# Llano de los Conejos
Llano de los Conejos är en ort i Mexiko.   Den ligger i kommunen San Miguel el Alto och delstaten Jalisco, i den centrala delen av landet, 400 km nordväst om huvudstaden Mexico City. Llano de los Conejos ligger 1 892 meter över havet och antalet invånare är 119.
Terrängen runt Llano de los Conejos är kuperad åt sydost, men åt nordväst är den platt. Runt Llano de los Conejos är det ganska glesbefolkat, med 42 invånare per kvadratkilometer. Närmaste större samhälle är San Miguel el Alto, 5,8 km väster om Llano de los Conejos. I omgivningarna runt Llano de los Conejos växer huvudsakligen savannskog.